# Gudziszki (rejon święciański)
Gudziszki (lit. Gudiškės) – dawna wieś na Litwie, w okręgu wileńskim, w rejonie święciańskim, w gminie Świrki.

## Historia
W czasach zaborów zaścianek rządowy w gminie Huduciszki, w powiecie święciańskim, w guberni wileńskiej Imperium Rosyjskiego. W 1866 miał 19 mieszkańców w 4 domach. W 1905 roku liczył 33 mieszkańców, 69 dziesięcin.
W dwudziestoleciu międzywojennym wieś leżała w Polsce, w województwie wileńskim, w powiecie święciańskim, w gminie Hoduciszki.
W 1931 w 6 domach zamieszkiwało 25 osób.
Od 1945 roku w Litewskiej Socjalistycznej Republice Radzieckiej.
Wieś została zlikwidowana w 1972 roku.